# The Inquisition (Captain Scarlet-aflevering)
"The Inquisition" is de 32e aflevering van de televisieserie Captain Scarlet and the Mysterons, een sciencefictionserie waarin gebruikgemaakt wordt van de poppenspeltechniek supermarionation. De aflevering werd voor het eerst uitgezonden op ATV Midlands in Engeland op 14 mei 1968. Qua productievolgorde was het echter de 31e aflevering.
De aflevering is een clip show.

## Verhaal
Captain Scarlet en Captain Blue zijn buiten diensttijd in een restaurantje, waar ze net een maaltijd hebben genuttigd. Scarlet slaat het aanbod van de ober om nog wat te drinken af, maar Blue bestelt een kopje koffie. Na een paar slokken begint Blue zich onwel te voelen. Scarlet stelt voor dat ze meteen vertrekken en haalt hun jassen, maar als hij terugkeert is zijn vriend verdwenen. Ondertussen laten de Mysterons Spectrum weten dat een lid van hun organisatie hen allemaal zal verraden.
Blue komt bij in iets dat lijkt op Lieutenant Green’s stoel in Cloudbase. Hij wordt begroet door Colgan, een Spectrumagent die in de stoel van Colonel White zit. Blue vindt het vreemd dat er niemand anders in de buurt is, maar hij krijgt te horen dat zijn collega’s “in de buurt” zijn. Colgan vertelt Blue dat hij drie maanden vermist is geweest, en Blue beseft dat er iets in zijn koffie moet hebben gezeten. Colgan is niet zeker dat Blue wel is wie hij beweert te zijn en eist dat Blue hem als bewijs wat vertelt over Spectrum’s geheime codes. Blue weigert zulke gevoelige informatie prijs te geven, en vertelt Colgan in plaats daarvan over de Mysterons poging Londen te verwoesten ("Big Ben Strikes Again"). Colgan ziet het feit dat Blue dit weet niet als bewijs dat Blue echt een Spectrumagent is.
Colgan begint dan over de missie om het Mysteroncomplex op de maan te vernietigen ("Crater 101"). Wetend dat hij op die missie was, probeert Blue zich nogmaals te bewijzen door details omtrent die missie te vertellen. Ook dit is voor Colgan geen bewijs omdat dit verhaal in alle kranten heeft gestaan.
Hoewel Colgan steeds ongeduldiger wordt, blijft Blue weigeren de codes te geven. In plaats daarvan haalt hij herinneringen op aan de Mysteron’s poging om alle topofficieren van het Aardse leger te doden ("The Trap"). Wederom wordt zijn verhaal door Colgan afgewezen, ondanks dat deze aanslag niet in de media is vermeld.
Blue eist dat Colgan zijn foto controleert, maar deze beweert dat Blue plastische chirurgie kan hebben ondergaan. Hij weigert ook om Captain Scarlet of Colonel White erbij te roepen als getuigen. Wanneer Blue dan voorstelt zijn vingerafdrukken te controleren, aangezien die niet operatief kunnen worden veranderd of vervalst, verliest Colgan zijn geduld en noemt Blue per ongeluk bij zijn Spectrum codenaam. Dit bevestigd Blue’s vermoeden: Colgan is zelf een bedrieger. Terwijl Blue probeert te ontsnappen, activeert Colgan een alarm en een tweede man komt de controlekamer binnen gewapend met een pistool en een injectiespuit. Colgan waarschuwt Blue dat de naald een sterk waarheidsserum bevat. Blue springt nog liever uit het raam dan de codes prijs te geven, maar ontdekt daarbij tot zijn verrassing dat de “cloudbase” gewoon op de grond staat. De lucht die hij door de ramen zag was slechts een decor dat onderdeel uitmaakte van een cloudbase replica. De replica lijkt te zijn gebouwd in een oud pakhuis.
Buiten arriveert Captain Scarlet in een SPV. Hij beveelt Blue aan de kant te gaan voordat hij het pakhuis opblaast. Blue beseft dat Colgan en de andere man Mysteronagenten waren en geeft toe dat hij er bijna toe werd aangezet Spectrumgeheimen te onthullen. Scarlet vertelt hem dat hij in werkelijkheid maar een paar uur vermist is geweest voordat Spectrum hem wist te traceren.

## Rolverdeling

### Reguliere stemacteurs
- Captain Scarlet — Francis Matthews
- Captain Blue — Ed Bishop
- Lieutenant Green — Cy Grant (featured in "Crater 101")
- Symphony Angel — Janna Hill (featured in "The Trap")
- Stem van de Mysterons — Donald Gray

### Gastrollen
Deze aflevering:
- Colgan — David Healy
- Ober — Gary Files

"Big Ben Strikes Again" flashback:
- Macey — Charles Tingwell
- 1e agent — Paul Maxwell
- 2e agent — Martin King
- 3e agent — Jeremy Wilkin
- 4e agent — Charles Tingwell

"Crater 101" flashback:
- Linda Nolan — Sylvia Anderson
- Frazer — David Healy
- Shroeder — Jeremy Wilkin

"The Trap" flashback:
- Commodore Goddard — David Healy
- Holt — Gary Files

## Fouten
- Wanneer Blue uit het raam van de nep-cloudbase springt, kan in slow motion de hand van de poppenspeler die hem door het raam werpt worden gezien.

## Trivia
- Deze aflevering bevat maar 11 minuten aan nieuw beeldmateriaal. De rest bestaat uit flashbacks.